# Rijksdaggebouw

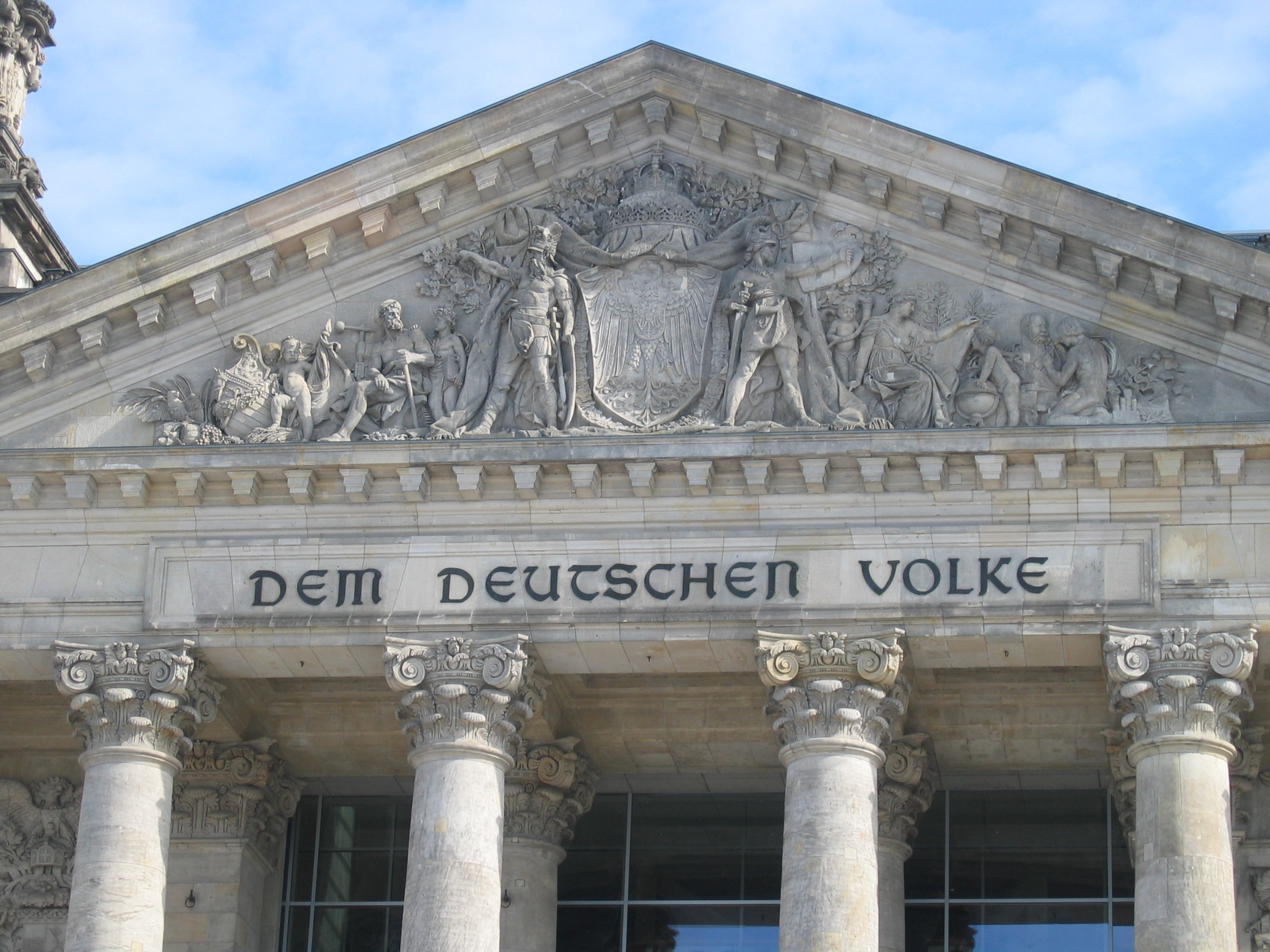
Reichstag Plenarsaal des Bundestags

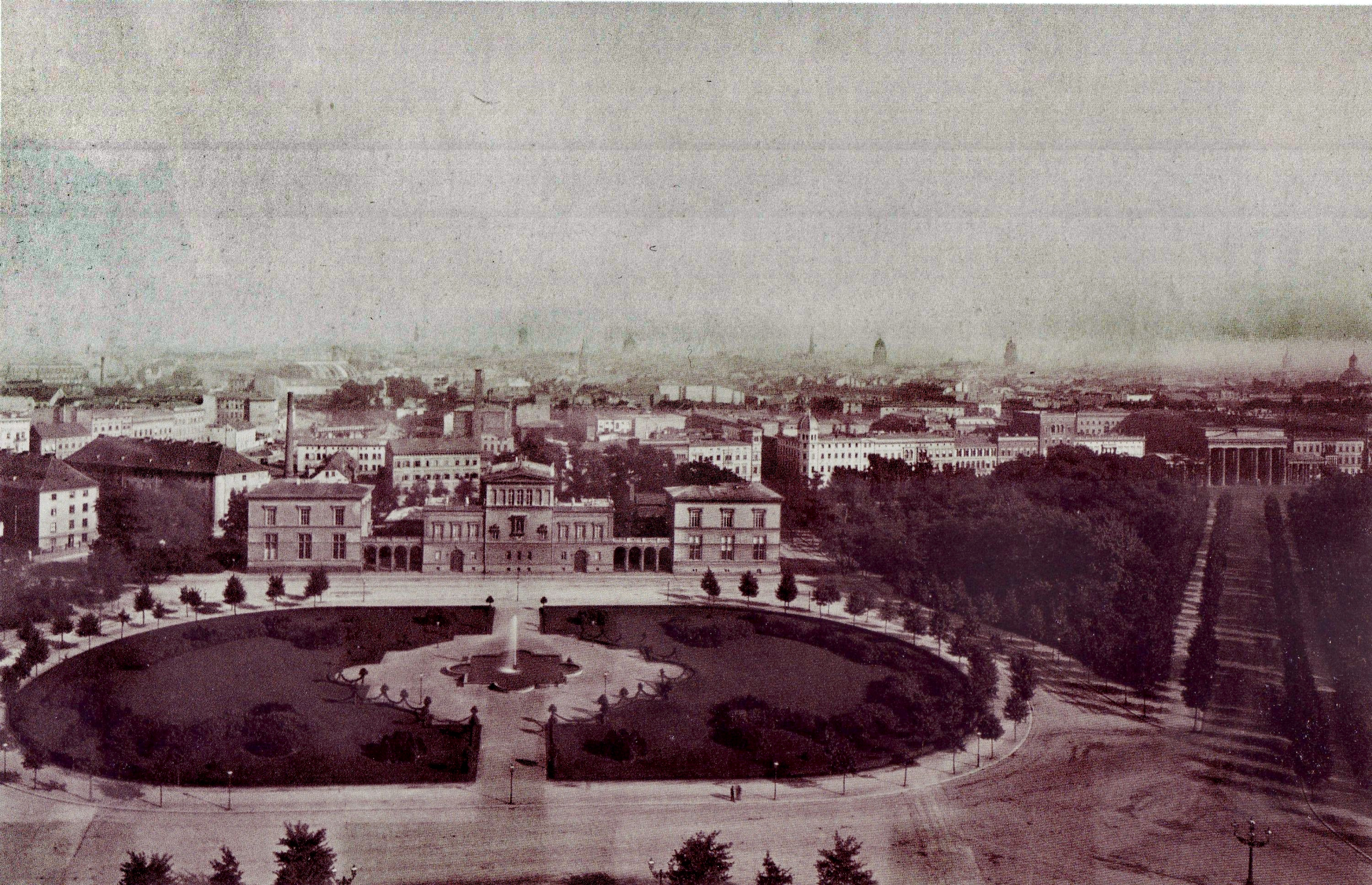
Het Raczynsikpaleis dat in 1884 werd afgebroken voor de bouw van de Rijksdag.

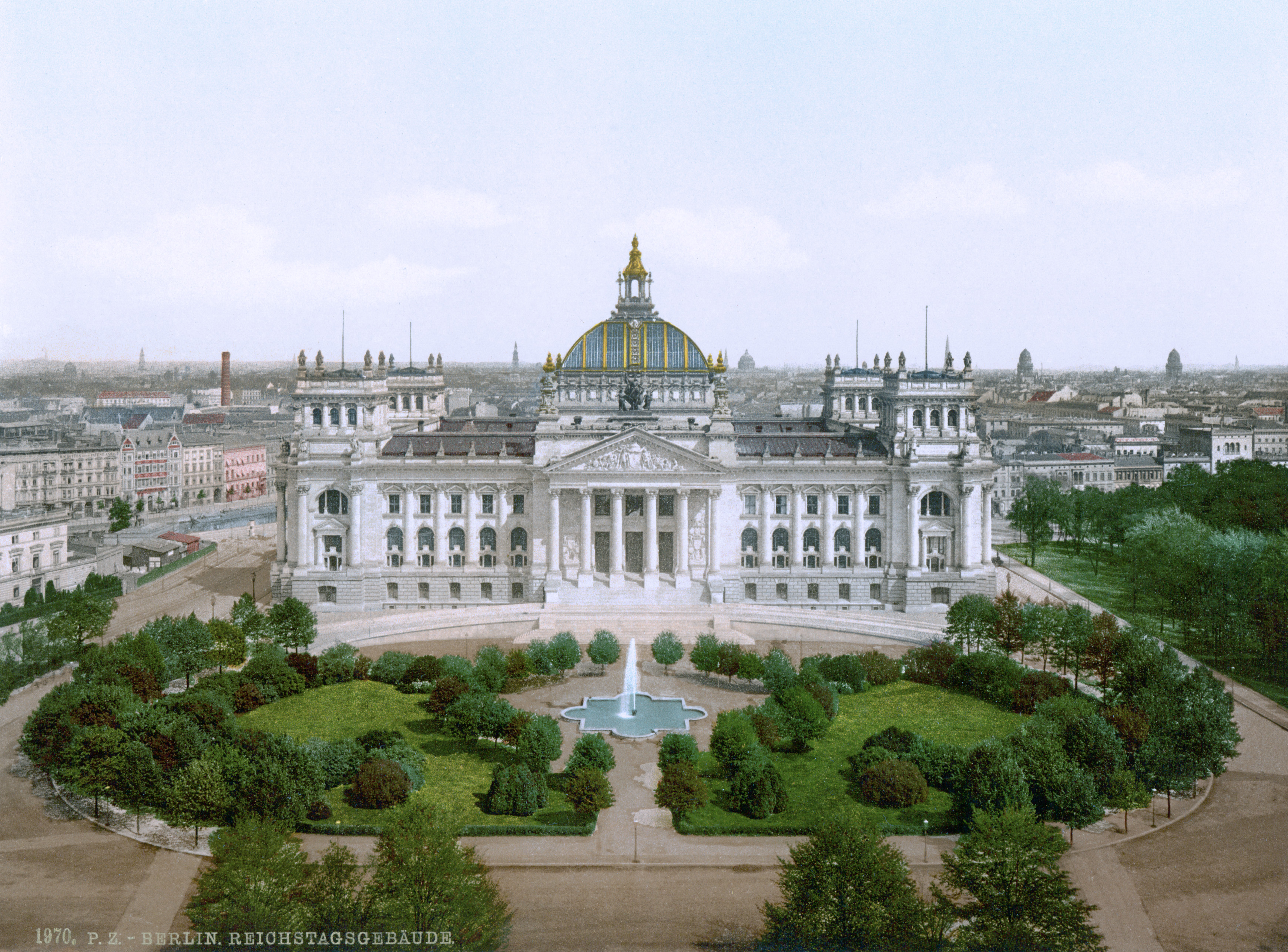
Rijksdag begin 20e eeuw

de Rijksdag, vlak na het beëindigen van de Tweede Wereldoorlog

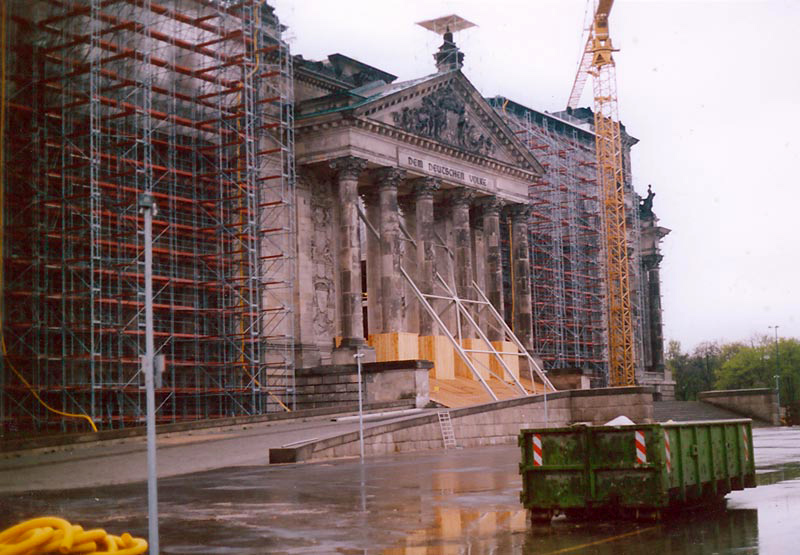
Reichstag 1995

Het Rijksdaggebouw (Duits: Reichstagsgebäude), is het Duitse parlementsgebouw in de hoofdstad Berlijn aan het Plein van de Republiek (Platz der Republik). Het huidige gebouw dateert van 1894. Tot 1933 zetelde hier de Rijksdag, een voorganger van het huidige parlement, de Bondsdag. Het gebouw heeft vanaf het begin van de 20e eeuw de teloorgang meegemaakt van respectievelijk het Duitse keizerrijk, de Weimarrepubliek en het 'Derde Rijk'. De naam van het gebouw wordt ook wel afgekort tot Rijksdag (Duits: Reichstag).

## Bouw
Het gebouw is in een eclectische stijl ontworpen door de Frankfurter architect Paul Wallot. Voorheen stond op dezelfde locatie het Raczyńskipaleis, dat in 1884 werd gesloopt om plaats te maken voor de nieuwbouw van de Rijksdag. De bouw begon in 1884 en werd in 1894 voltooid. De tekst Dem Deutschen Volke ("Voor het Duitse volk") op de voorgevel werd door keizer Wilhelm II aanvankelijk afgewezen en kon pas in 1916 alsnog worden aangebracht. De bronzen letters zijn ontworpen door Peter Behrens.

## Brand en herbouw
Het gebouw is in de Rijksdagbrand van 1933 zwaar beschadigd geraakt. Deze brand was (hoogstwaarschijnlijk) aangestoken. De Nederlandse communist Marinus van der Lubbe werd als dader opgepakt, vervolgd en geëxecuteerd, maar er wordt nog steeds betwist of hij de brand heeft gesticht, en als dit wel zo was, of hij hierbij is geholpen. Hoe dan ook, deze brand kwam Hitler bijzonder goed uit: in reactie op de brand werd door hem de noodtoestand uitgeroepen, waarna de nazipartij van Hitler de macht kon overnemen.
Na de brand volgden enige herstelwerkzaamheden en werden er de eerstvolgende jaren propagandafilms vertoond. De machteloze Rijksdag vergaderde voortaan in de zogenaamde "Kroll Oper".
In de loop van de oorlog werd de kraamafdeling van de nabijgelegen Charité naar de Rijksdag verplaatst, met als resultaat de geboorte van enkele honderden Berlijners in de Rijksdag. Zodoende vermeldt tot op heden menig Berlijnse geboorteakte als geboorteplaats "Berlin - Reichstagsgebäude".
De Georgische sergeant Meliton Kantaria liet op 2 mei 1945 de Sovjet-Russische vlag wapperen op de Reichstag als symbool voor de overwinning op het naziregime. Er is zwaar om het gebouw gevochten, aangezien beide strijdende partijen er een symbool van de macht over Duitsland in zagen. De veel vertoonde foto's en filmbeelden van de bestorming door Russische troepen en het hijsen van de rode Sovjetvlag zijn enige dagen later in scène gezet, maar geven een impressie.

## Koude Oorlog
Tijdens de Koude Oorlog werd het zwaar beschadigde gebouw - dat nu in West-Berlijn ligt, vlak tegen de Berlijnse Muur - opnieuw gerestaureerd en gemoderniseerd. Het stond echter niet langer model voor één Duitsland, maar symboliseerde meer een verdeeld land met een verdeelde hoofdstad. Vanuit de veronderstelling dat de Duitse tweedeling nog decennia zou duren, werd in 1971 besloten het gebouw niet meer te gebruiken voor politieke doeleinden en kreeg het de functie van Duits Historisch Instituut toebedeeld.

## Na de hereniging
Toen in oktober 1990 Oost- en West-Duitsland herenigd werden, vergrootte dit de ambitie om de Reichstag opnieuw te gebruiken als onderdak voor het parlement. Na een jaar slaagde men in deze opzet en sinds 1999, na een jarenlange periode van verbouwingen, werd het parlement van het herenigde Duitsland definitief van Bonn naar Berlijn overgebracht. Voorafgaand aan de grote verbouwing die vooral vanaf 1995 plaats vond, werd het gebouw in datzelfde jaar volledig ingepakt door de kunstenaar Christo.
Aan het gebouw vonden ingrijpende architectonische aanpassingen plaats, ontworpen door architect Norman Foster, met de constructie van een transparante koepel op het midden van het dak. Vanaf het dak van het gebouw kan men door deze koepel de vloer van de hoofdetage en daarmee ook het vergaderende parlement zien. De transparantie ervan vormt als het ware een metafoor voor de werking van de democratie. Een deel van de Russische graffiti en kogelgaten uit 1945 is achter plexiglas geconserveerd. De combinatie van oude en nieuwe architectuur wordt gezien als een voorbeeld van post-modernisme in de architectuur.
Voor de westingang van het gebouw wappert de Vlag van de Eenheid, een grote versie van de vlag van Duitsland. In het gebouw vinden niet alleen vergaderingen plaats van de Bondsdag, maar ook herdenkingen zoals jaarlijks van de Kristallnacht.

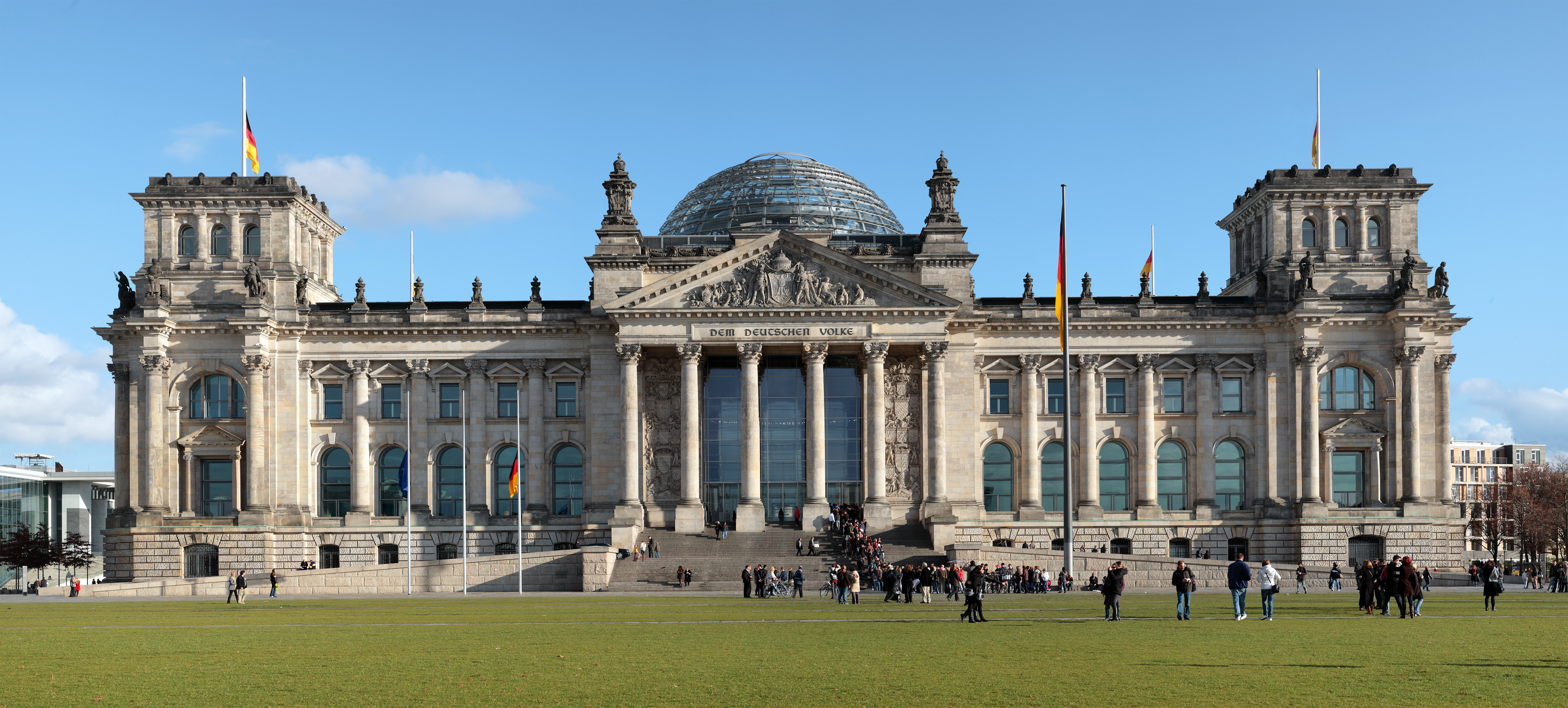
Rijksdaggebouw panorama